# أحمد موسى (عالم مصريات)
أحمد موسى هو عالم مصريات مصري، ولد في 15 أغسطس 1934 في دمياط في مصر، وتوفي في 1998.